# Xã Wayne, Quận Henry, Indiana
Xã Wayne (tiếng Anh: Wayne Township) là một xã thuộc quận Henry, tiểu bang Indiana, Hoa Kỳ. Năm 2010, dân số của xã này là 4.216 người.